# Río Loa
Le río Loa est un fleuve du grand nord chilien, qui coule dans la région de Tarapacá et celle d'Antofagasta. 

## Géographie
Avec une longueur de 440 kilomètres, il est le cours d'eau le plus long du pays, traversant une grande partie du désert d'Atacama depuis son origine dans la cordillère des Andes jusqu'à son estuaire dans l'océan Pacifique.
Le Loa a un bassin versant de plus de 33 570 km2, le plus vaste du Chili et le seul bassin exoréique de la région d'Antofagasta. Malgré cette grande superficie, le río Loa a un débit très faible, étant donné les caractéristiques désertiques des zones qu'il traverse. Cela n'empêche pas qu'il forme d'importantes oasis tout au long de son parcours.

### Cours supérieur
Le río Loa naît aux environs d'Ollagüe, aux pieds du volcan Miño, à 4 277 mètres d'altitude dans la cordillère des Andes. Dans son cours supérieur, il parcourt un long canyon sur plus de 150 kilomètres en direction du sud, jusqu'à atteindre l'oasis de San Francisco de Chiu-Chiu. C'est dans ce secteur initial que le Loa reçoit ses principaux affluents : le río San Pedro de Inacaliri (à hauteur du barrage Conchi), et le río Salado (Antofagasta), quelques kilomètres au sud de Chiuchiu. Le lit supérieur du Loa est flanqué des deux côtés de chaînes montagneuses longitudinales. Le flanc occidental atteint des sommets dépassant les 4 500 mètres, tandis que la chaîne du flanc est — où se situent notamment le volcan San Pedro et le volcan San Pablo, tous deux de plus de 5 000 mètres d'altitude — sépare son bassin versant des bassins endoréiques des salars, comme celui d'Ascotán.

### Cours moyen et inférieur
Après son arrivée à Chiuchiu, le río Loa commence à tourner vers l'ouest et parcourt ainsi 115 kilomètres en plein désert d'Atacama, et ce jusqu'à son arrivée à la localité de Chacance, où il reçoit le río San Salvador et où il tourne à nouveau, cette fois en direction du nord sur plus de 80 km, jusqu'à son arrivée à Quillagua. 
Dès lors, il entame son dernier changement de direction, vers l'ouest, et matérialise dans ce secteur la frontière entre les régions chilienne de Tarapacá et d'Antofagasta. Il s'engage dans la traversée de la cordillère de la Côte au travers d'un profond canyon de 500 mètres de profondeur et débouche dans l'océan à hauteur de Caleta Huelén. Ses eaux se caractérisent par une haute concentration de sels, qu'elles ont recueillis tout au long de son parcours dans les plaines désertiques.

## Affluents
Ses trois principaux affluents sont :
- le río San Pedro de Inacaliri (rg[note 2]), 76 km, à hauteur du barrage Conchi
- le río Salado (rg), , quelques kilomètres au sud de Chiuchiu.
- le río San Salvador (rd), à la localité de Chacance

## Hydrologie
Le régime du fleuve est pluvio-nival et son débit augmente durant les mois d'hiver austral, ceci résultant des précipitations de la région de la zone altiplanique de son parcours (phénomène connu sous le nom d'hiver altiplanique).